# A.C. Milan w sezonie 1933/1934

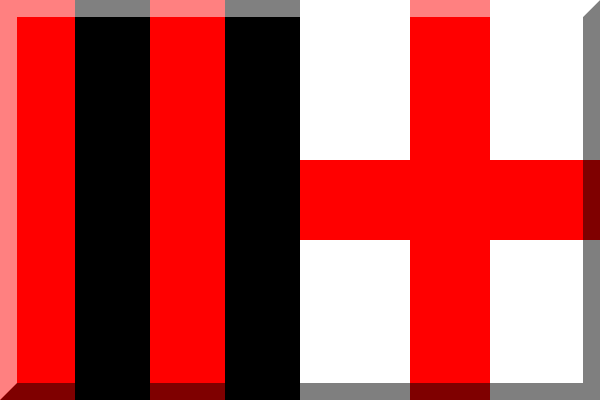
Klubowe barwy Milanu

Osiągnięcia piłkarskiego zespołu A.C. Milan w sezonie 1933/1934.

## Osiągnięcia
- Serie A: 9. miejsce

## Podstawowe dane
- Oficjalna nazwa klubu: Milan Football Club
- Siedziba klubu: Via G. Negri 8
- Boisko: San Siro
- Prezes klubu: Komisarz Nadzwyczajny (Luigi Ravasco) (od lipca 1933)
- Trener zespołu:  József Viola
- Kapitan drużyny:  Carlo Rigotti